# جورج جي. غرينجر
جورج جي. غرينجر (بالإنجليزية: George G. Grainger)‏ هو مدير فني أمريكي، ولد في 24 أكتوبر 1876 في مانهاتن في الولايات المتحدة، وتوفي في 1945 في بروكلين في الولايات المتحدة.